# Frank Smithies
Frank Smithies (* 10. März 1912 in Edinburgh; † 16. November 2002 in Cambridge) war ein britischer Mathematiker.

## Leben
Smithies studierte ab 1927 an der Universität Edinburgh (wobei er einer der besten Mathematikstudenten seines Jahrgangs war, der einige Preise der Universität gewann wie die Napier Medal), unter anderem bei Edmund Taylor Whittaker und an der Universität Cambridge, an der er 1936 bei Godfrey Harold Hardy promoviert wurde (The theory of linear integral equations). 1935 gewann er den Rayleigh-Preis. Als Post-Doktorand war er zwei Jahre am Institute for Advanced Study bei John von Neumann, dessen Vorlesung er zuvor besucht hatte und der ihn für Funktionalanalysis interessierte. 1938 war er wieder in England und forschte und lehrte am St John’s College in Cambridge. Insbesondere lehrte er dort moderne Funktionalanalysis, was damals noch nicht in England üblich war. Hardy hatte beispielsweise eine Abneigung gegen abstrakte Methoden.
Nach seiner Emeritierung 1979 befasste er sich mit Mathematikgeschichte, unter anderem der Konstruktion reeller Zahlen durch Karl Weierstraß, die „Strenge“ der Methoden von Augustin Louis Cauchy in der Analysis, die Geschichte der Funktionentheorie und einen vergessenen Beweisansatz zum Fundamentalsatz der Algebra durch einen gewissen James Woods 1798.
Nach ihm und Josip Plemelj sind die Plemelj-Smithies-Formeln benannt.
1961 wurde er Fellow der Royal Society of Edinburgh.
Zu seinen Doktoranden zählen Graham Robert Allan, Harry Reuter, John Ringrose, Seymour Papert, David Garling und Derek Burgess.

## Schriften
- Integral Equations, Cambridge Tracts, Cambridge University Press 1958.
- Cauchy and the creation of complex function theory, Cambridge UP 1997.
- Cauchy’s concept of rigor in analysis, Archive for History of Exact Sciences, Band 36, 1986, S. 41–61.